# Nicholas Alexander Chavez
Nicholas Alexander Chavez (Houston, Texas - 6 de setembre de 1999) és un actor estatunidenc. Conegut pel seu paper com Lyle Menéndez en la sèrie Monsters: The Lyle and Erik Menendez Story.

## Biografia
Nicholas va néixer a Houston, Texas. Des de ben petit, Chavez va desenvolupar un interès per la interpretació. Va ser membre del Colorado Children's Chorale i va actuar al Ellie Caulkins Opera House i al Denver Center for the Performing Arts. A més, va assistir al Camp Rising Sun el 2014.
Durant l'últim any de secundària va començar a estudiar a Visionbox Studio Theater, mentre es preparava les audicions per les universitats. Va aplicar a diversos programes de teatre nord-americans, incloent-hi la Universitat Rutgers, la Universitat Carnegie Mellon, la Universitat de Nova York i la Juilliard School. Finalment, va assistir a la Mason Gross School of the Arts de Rutgers. Després de dos anys, va prendre una excedència de Rutgers i es va traslladar a Los Angeles per continuar actuant a temps complet.

## Filmografia

### Cinema
| Any  | Títol   | Personatge   | Ref.  |
| ---- | ------- | ------------ | ----- |
| 2022 | Crushed | Jason Curtis | [ 3 ] |

### Sèries
| Any         | Títol                                      | Personatge          | Ref.  |
| ----------- | ------------------------------------------ | ------------------- | ----- |
| 2021 - 2024 | General Hospital                           | Spencer Cassadine   | [ 4 ] |
| 2024        | Monsters: The Lyle and Erik Menéndez Story | Lyle Menéndez       | [ 5 ] |
| 2024        | Grotesquerie                               | Pare Charlie Mayhew | [ 6 ] |

## Nominacions i premis
| Any  | Premi              | Categoria                           | Projecte         | Resultat  | Ref.  |
| ---- | ------------------ | ----------------------------------- | ---------------- | --------- | ----- |
| 2021 | Soap Hub Awards    | Favorite Newcomer                   | General Hospital | Guanyador | [ 7 ] |
| 2022 | Daytime Emmy Award | Younger Performer in a Drama Series | General Hospital | Guanyador | [ 8 ] |
| 2023 | Daytime Emmy Award | Supporting Actor in a Drama Series  | General Hospital | Nominat   | [ 9 ] |